# Сын акулы
«Сын акулы» (фр. Le Fils Du Requin) — кинофильм. Приз МКФ (Венеция).

## Сюжет
Два брата Мартин и Симон являются малолетними вандалами в городке на морском побережье на севере Франции. Мартина за его выходки отправляют в спецучреждение для несовершеннолетних преступников, но он постоянно оттуда убегает, чтобы вновь встретиться с братом и продолжить совершать преступления. Мартин постоянно мечтает когда-нибудь стать сыном акулы и раствориться затем в океане вместе с Симоном.

## В ролях
- Людовик Вандендэ — Мартин
- Эрик Да Силва — Симон
- Сандрин Бланк — Мари
- Максим Леру — папа
- Иоланда Моро — водитель машины

## Награды и номинации
| Премия                            | Категория                                   | Имя           | Результат  |
| --------------------------------- | ------------------------------------------- | ------------- | ---------- |
| Венецианский кинофестиваль (1993) | Prix de la Critique Internationale          | Фильм         | Победитель |
| Авиньонский МКФ (1994)            | Prix Tournage                               | Аньес Мерле   | Победитель |
| European Film Awards (1994)       | Лучший европейский фильм молодого режиссёра | Фильм         | Победитель |
| Joseph Plateau Awards (1994)      | Лучшая бельгийская актриса                  | Сандрин Бланк | Победитель |
| Сезар (1994)                      | Лучший дебют                                | Аньес Мерле   | Номинация  |